# Система баскетбольных лиг Европы
Система европейских баскетбольных лиг или пирамида европейского профессионального баскетбола — серия связанных турниров для профессиональных баскетбольных клубов в Европе. Система имеет иерархический формат с системой выбывания и повышения в классе между турнирами на разных уровнях. На данный момент, в пирамиде существуют три различных турнира – Евролига (1-й уровень), Кубок Европы (2-й уровень) и Кубок вызова ФИБА (3-й уровень). Евролига и Кубок Европы проводятся компанией Euroleague Basketball (УЛЕБ), а Кубок вызова ФИБА проводится ФИБА Европа.

## Формат выбывания и повышения в классе
По итогам каждого сезона 2 финалиста Кубка вызова ФИБА получают право участвовать в розыгрыше Кубка Европы следующего сезона. Победитель Кубка Европы каждого сезона получает право участвовать в розыгрыше Евролиги следующего сезона.
Команды, которые не смогли попасть в регулярный сезон Евролиги через квалификационный турнир, выбывают в регулярный сезон Кубка Европы. До сезона 2011/2012 команды, которые не смогли попасть в регулярный сезон Кубка Европы через квалификационный турнир, выбывали в регулярный сезон Кубка вызова ФИБА.

## Уровни турниров
Таблица ниже показывает уровневую структуру пирамиды и для периода ФИБА Европа и нынешнего периода УЛЕБ. Для каждого турнира даны организатор (в дополнение к заголовку столбца), последнее официальное название, нынешнее спонсорское название, если таковое имеется (которое отличается от официального названия) и первый сезон.
| Уровень     | ФИБА — ФИБА Европа                                                                                   | ФИБА — ФИБА Европа                                                                                   | ФИБА — ФИБА Европа                                                                                   | ФИБА — ФИБА Европа                                                                                   | ФИБА — ФИБА Европа                                                                                   | ФИБА — ФИБА Европа                                                                                   | УЛЕБ | УЛЕБ | УЛЕБ | УЛЕБ | УЛЕБ | УЛЕБ |
| ----------- | --- | --- | --- | --- | --- | --- | --- | --- | --- | --- | --- | --- |
| 1-й         | Евролига (упразднена) с 1958 по 1999–2000 Супролига (упразднена) 2000–2001                           | Евролига (упразднена) с 1958 по 1999–2000 Супролига (упразднена) 2000–2001                           | Евролига (упразднена) с 1958 по 1999–2000 Супролига (упразднена) 2000–2001                           | Евролига (упразднена) с 1958 по 1999–2000 Супролига (упразднена) 2000–2001                           | Евролига (упразднена) с 1958 по 1999–2000 Супролига (упразднена) 2000–2001                           | Евролига (упразднена) с 1958 по 1999–2000 Супролига (упразднена) 2000–2001                           | Евролига (Turkish Airlines — Евролига) с 2000–2001 по настоящее время (с 2008–2009 — под эгидой ФИБА и УЛЕБ) | Евролига (Turkish Airlines — Евролига) с 2000–2001 по настоящее время (с 2008–2009 — под эгидой ФИБА и УЛЕБ) | Евролига (Turkish Airlines — Евролига) с 2000–2001 по настоящее время (с 2008–2009 — под эгидой ФИБА и УЛЕБ) | Евролига (Turkish Airlines — Евролига) с 2000–2001 по настоящее время (с 2008–2009 — под эгидой ФИБА и УЛЕБ) | Евролига (Turkish Airlines — Евролига) с 2000–2001 по настоящее время (с 2008–2009 — под эгидой ФИБА и УЛЕБ) | Евролига (Turkish Airlines — Евролига) с 2000–2001 по настоящее время (с 2008–2009 — под эгидой ФИБА и УЛЕБ) |
| 2-й         | Кубок Сапорты (упразднён) с 1966–1967 по 2001–2002                                                   | Кубок Сапорты (упразднён) с 1966–1967 по 2001–2002                                                   | Кубок Сапорты (упразднён) с 1966–1967 по 2001–2002                                                   | Кубок Сапорты (упразднён) с 1966–1967 по 2001–2002                                                   | Кубок Сапорты (упразднён) с 1966–1967 по 2001–2002                                                   | Кубок Сапорты (упразднён) с 1966–1967 по 2001–2002                                                   | Кубок Европы с 2002–2003 по настоящее время (с 2008–2009 — под эгидой ФИБА и УЛЕБ)                           | Кубок Европы с 2002–2003 по настоящее время (с 2008–2009 — под эгидой ФИБА и УЛЕБ)                           | Кубок Европы с 2002–2003 по настоящее время (с 2008–2009 — под эгидой ФИБА и УЛЕБ)                           | Кубок Европы с 2002–2003 по настоящее время (с 2008–2009 — под эгидой ФИБА и УЛЕБ)                           | Кубок Европы с 2002–2003 по настоящее время (с 2008–2009 — под эгидой ФИБА и УЛЕБ)                           | Кубок Европы с 2002–2003 по настоящее время (с 2008–2009 — под эгидой ФИБА и УЛЕБ)                           |
| 3-й         | Кубок Корача (упразднён) с 1971–1972 по 2001–2002 Лига чемпионов ФИБА с 2016–2017 по настоящее время | Кубок Корача (упразднён) с 1971–1972 по 2001–2002 Лига чемпионов ФИБА с 2016–2017 по настоящее время | Кубок Корача (упразднён) с 1971–1972 по 2001–2002 Лига чемпионов ФИБА с 2016–2017 по настоящее время | Кубок Корача (упразднён) с 1971–1972 по 2001–2002 Лига чемпионов ФИБА с 2016–2017 по настоящее время | Кубок Корача (упразднён) с 1971–1972 по 2001–2002 Лига чемпионов ФИБА с 2016–2017 по настоящее время | Кубок Корача (упразднён) с 1971–1972 по 2001–2002 Лига чемпионов ФИБА с 2016–2017 по настоящее время | | | | | | |
| 4-й уровень | Кубок вызова (упразднён) с 2002–2003 по 2006–2007 Кубок ФИБА Европы с 2015–2016 по настоящее время   | Кубок вызова (упразднён) с 2002–2003 по 2006–2007 Кубок ФИБА Европы с 2015–2016 по настоящее время   | Кубок вызова (упразднён) с 2002–2003 по 2006–2007 Кубок ФИБА Европы с 2015–2016 по настоящее время   | Кубок вызова (упразднён) с 2002–2003 по 2006–2007 Кубок ФИБА Европы с 2015–2016 по настоящее время   | Кубок вызова (упразднён) с 2002–2003 по 2006–2007 Кубок ФИБА Европы с 2015–2016 по настоящее время   | Кубок вызова (упразднён) с 2002–2003 по 2006–2007 Кубок ФИБА Европы с 2015–2016 по настоящее время   | | | | | | |

### История
Эволюция названий различных европейских континентальных и региональных профессиональных клубных баскетбольных турниров (1990—2012):
- 1990—1991:
  - Кубок чемпионов ФИБА
  - Кубок обладателей кубков ФИБА (последний сезон)
  - Кубок Корача ФИБА
- 1991—1992:
  - Европейская лига ФИБА («Евролига ФИБА») (ранее Кубок чемпионов ФИБА)
  - Европейский кубок ФИБА (ранее Кубок обладателей кубков ФИБА)
  - Кубок Корача ФИБА
- 1992—1993:
  - Европейская лига ФИБА («Евролига ФИБА»)
  - Европейский кубок ФИБА
  - Кубок Корача ФИБА
- 1993—1994:
  - Европейская лига ФИБА («Евролига ФИБА»)
  - Европейский кубок ФИБА
  - Кубок Корача ФИБА
- 1994—1995:
  - Европейская лига ФИБА («Евролига ФИБА»)
  - Европейский кубок ФИБА
  - Кубок Корача ФИБА
- 1995—1996:
  - Европейская лига ФИБА («Евролига ФИБА»)
  - Европейский кубок ФИБА (последний сезон)
  - Кубок Корача ФИБА
- 1996—1997:
  - Евролига ФИБА (ранее Чемпионат Европы ФИБА («Евролига ФИБА»))
  - Еврокубок ФИБА (ранее Европейский кубок ФИБА)
  - Кубок Корача ФИБА
- 1997—1998:
  - Евролига ФИБА
  - Еврокубок ФИБА (последний сезон)
  - Кубок Корача ФИБА
- 1998—1999:
  - Евролига ФИБА
  - Кубок Сапорты ФИБА (ранее Еврокубок ФИБА)
  - Кубок Корача ФИБА
- 1999—2000:
  - Евролига ФИБА (последний сезон под эгидой ФИБА)
  - Кубок Сапорты ФИБА
  - Кубок Корача ФИБА
- 2000—2001:
  - Евролига УЛЕБ (первый сезон под эгидой УЛЕБ)
  - Супролига ФИБА (ранее известная как Евролига ФИБА, когда она все ещё проводилась ФИБА)
  - Кубок Сапорты ФИБА
  - Кубок Корача ФИБА
- 2001—2002:
  - Евролига УЛЕБ (комбинация Евролиги УЛЕБ и Супролиги ФИБА)
  - Кубок Сапорты ФИБА (последний сезон)
  - Кубок Корача ФИБА (последний сезон)
  - Адриатическая лига (первый сезон)
- 2002—2003:
  - Евролига УЛЕБ
  - Кубок УЛЕБ (первый сезон)
  - Кубок чемпионов ФИБА Европа (первый сезон)
  - Адриатическая лига
- 2003—2004:
  - Евролига УЛЕБ
  - Кубок УЛЕБ
  - Лига ФИБА Европа (первый сезон)
  - Кубок ФИБА Европа (ранее Кубок чемпионов ФИБА Европа)
  - Адриатическая лига
- 2004—2005:
  - Евролига УЛЕБ
  - Кубок УЛЕБ
  - Лига ФИБА Европа
  - Кубок ФИБА Европа
  - Адриатическая лига
  - Балтийская лига (первый сезон)
- 2005—2006:
  - Евролига УЛЕБ
  - Кубок УЛЕБ
  - Еврокубок ФИБА (ранее Лига ФИБА Европа)
  - Еврокубок вызова ФИБА (ранее Кубок ФИБА Европа)
  - Адриатическая лига
  - Балтийская лига
- 2006—2007:
  - Евролига УЛЕБ
  - Кубок УЛЕБ
  - Еврокубок ФИБА
  - Еврокубок вызова ФИБА (последний сезон)
  - Адриатическая лига
  - Балтийская лига
- 2007—2008:
  - Евролига УЛЕБ
  - Кубок УЛЕБ
  - Еврокубок ФИБА
  - Адриатическая лига
  - Балтийская лига
- 2008—2009:
  - Евролига УЛЕБ
  - Кубок Европы УЛЕБ (ранее Кубок УЛЕБ)
  - Кубок вызова ФИБА (ранее Еврокубок ФИБА)
  - Адриатическая лига
  - Балканская лига (первый сезон)
  - Балтийская лига
- 2009—2010:
  - Евролига УЛЕБ
  - Кубок Европы УЛЕБ
  - Кубок вызова ФИБА
  - Единая лига ВТБ (первый сезон)
  - Адриатическая лига
  - Балканская лига
  - Балтийская лига
- 2010—2011:
  - Евролига УЛЕБ
  - Кубок Европы УЛЕБ
  - Кубок вызова ФИБА
  - Единая лига ВТБ
  - Адриатическая лига
  - Балканская лига
  - Балтийская лига
- 2011—2012:
  - Евролига УЛЕБ
  - Кубок Европы УЛЕБ
  - Кубок вызова ФИБА
  - Единая лига ВТБ
  - Адриатическая лига
  - Балканская лига
  - Балтийская лига
- 2012—2013:
  - Евролига УЛЕБ
  - Кубок Европы УЛЕБ
  - Кубок вызова ФИБА
  - Единая лига ВТБ
  - Адриатическая лига
  - Балканская лига
  - Балтийская лига
- 2013—2014:
  - Евролига УЛЕБ
  - Кубок Европы УЛЕБ
  - Кубок вызова ФИБА
  - Единая лига ВТБ
  - Адриатическая лига
  - Балканская лига
  - Балтийская лига
- 2014—2015:
  - Евролига УЛЕБ
  - Кубок Европы УЛЕБ
  - Кубок вызова ФИБА
  - Единая лига ВТБ
  - Адриатическая лига
  - Балканская лига
  - Балтийская лига

Также в Европе существовало несколько других международных клубных баскетбольных турниров, которые больше не существуют. Многие другие множество раз меняли свои названия.